# Badia (Matadepera)
Badia és un conjunt de torres de Matadepera (Vallès Occidental) protegides com a Bé Cultural d'Interès Local.

## Descripció
Conjunt familiar format per diverses torres d'una mateixa família. La torre protegida, construïda el 1935, té planta baixa i dos pisos. Està situada en un terreny de fort pendent de tal manera que l'accés principal es produeix a peu pla a l'altura del pis, i es fa a través d'un porxo. Les façanes són molt planes, els balcons no sobresurten de la línia de façana, destaquen els pilars d'obra vista del porxo d'accés i del segon pis. La coberta és de teula àrab. A la volumetria original s'hi va afegir un annex de planta baixa i pis, adossat a la façana oposada a la de l'accés i es va cobrir la galeria del segon pis.
La capella és un edifici exempt de planta rectangular i coberta a dues aigües amb un petit campanar d'espadanya. L'interior està profusament decorat amb pintures al fresc realitzades per l'artista Ricard Marlet llevat d'una d'elles que pintà el monjo montserratí J.Maria Gassó.

## Història
El conjunt s'aixeca en el que eren els terrenys amb vinyes i oliveres de can Prats que no s'havien recuperat de la plaga de la fil·loxera que va acabar amb el conreu de la vinya a tot Catalunya. En aquest terrenys s'hi van edificar algunes residències, els Badia foren els tercers en instal·lar-s'hi (1935), però la zona no es va urbanitzar fins al 1964. El primer edifici del conjunt, la residència de la família va ésser encarregada per Francesc Badia i Tobella, el paleta de Matadepera Josep Vall i Pi, l'arquitecte encarregat de l'obra fou Marcel·lí Padró. El 10 de maig de 1936 s'inaugurà la capella beneïda per l'abat de Montserrat, Antoni M Marcet. Posteriorment s'hi ha anat construint altres torres per a la família.